# Jazzclub Le Pirate Rosenheim
Das Le Pirate ist ein Jazzclub in Rosenheim, der seit 1973 besteht.

## Geschichte
Von 1973 bis 2018 wurde das Le Pirate von Petra Rose geführt. Seit Mai 2018 entwickelt sich das Le Pirate zu einem Vereins-geführten Jazzclub. In seiner Geschichte traten in diesem kleinen Club (der kaum 40 Sitzplätze fasst) regelmäßig zweimal die Woche Interpreten wie Joe Haider, Charly Antolini, Abdullah Ibrahim, John Marshall, Gary Smulyan, Don Menza, John Mosca, u. v. a. auf. Junge Künstler wie Chris Gall, Mulo Francel oder Leo Betzl hatten hier ihre ersten Auftritte.
Nach Ansicht des Bayerschen Rundfunks handelt es sich um einen „Dreh- und Angelpunkt der bayerischen Jazzszene.“ Das Le Pirate ist die Heimatbühne des Samerberger Jazz Ensembles von Schlagzeuger Michael Keul. Mit seinen wechselnden Besetzungen trat das Samerberger Jazz Ensemble seit 2001 über 70 mal im Le Pirate auf.
Im Jahr 2023 wurde das Le Pirate Rosenheim vom Staatsministerium für Wissenschaft und Kunst für sein Programm mit einem Förderpreis ausgezeichnet.